# أغلى من حياتي (فلم)
أغلى من حياتي هو فيلم مصري تم إنتاجه عام 1965، من إخراج محمود ذو الفقار، وبطولة صلاح ذو الفقار وشادية، وهو مقتبس عن فيلم الشارع الخلفي لفاني هيرست.

## قصة الفيلم
"أحمد" و"منى" يعيشان قصة حب قوية منذ الصغر في مرسى مطروح كان الشاهد الوحيد على حبهما هو عم "نجيب". يتقدم "أحمد" لخطبة "منى" لكن والدها يرفض طلبه بحجة أن "أحمد" ما زال طالبا وأن أمامه وقت طويل في الدراسة في الخارج وأن "منى" مخطوبة لشخص آخر. ييأس "أحمد" من موافقة والد "منى" على الزواج ويسافر للخارج لإكمال دراسته أما "منى" فلم يتم زواجها من الشخص الآخر وذلك عندما علم بقصة حبها ل"أحمد". أثناء سفر "أحمد" علمت "منى" أنه تزوج من إبنة مدير الشركة التي يعمل بها ثم توفي والد "منى" فتركت مرسى مطروح وعملت في القاهرة مُدرِّسة. أما "أحمد" قد عاد من الخارج بعد مرور سبع سنوات وقد أصبح له طفلين "عادل" و"منى". في أحد الأيام تلتقي "منى" ب"أحمد" صدفة ويعلم أنها لم تتزوج وأنها مازالت تحبه ويتزوجان ويظل زواجهما سرًا لا يعلم به أحد سوى عم "نجيب". بعد مرور عدة سنوات يكتشف "عادل" ابن "أحمد" علاقة والده ب"منى" ويواجهها ويطلب منها أن تترك والده فغضب والده كثيراً إلى أن اضطر "أحمد" أن يعلن أمام ابنه أن "منى" زوجته وانتهى الأمر بمرض "أحمد" وأصابته بذبحة صدرية متأثراً بما حدث ثم وفاته بعد أن أوصى ابنه أن يرعى "منى".

## فريق العمل
- إخراج: محمود ذو الفقار
- سيناريو: فتحي زكي
- حوار: محمد أبو يوسف
- إنتاج: شركة القاهرة للسينما
- توزيع: الهيئة العامة للسينما والمسرح

## طاقم التمثيل

### بطولة
- صلاح ذو الفقار بدور (أحمد حمدي)
- شادية بدور (منى)
- حسين رياض بدور (نجيب)
- سناء مظهر بدور (سهام)
- جلال عيسى بدور (عادل أحمد حمدي)
- مديحة سالم بدور (منى أحمد حمدي)

### الشخصيات الثانوية
| - عبد العليم خطاب - ناهد سمير - سهام فتحي - ثريا فخري - ليلى يسري - صلاح نظمي - حسين اسماعيل - نظيم شعراوي | - عبد المنعم بسيوني - فيفي سعيد - محمد رفعت - كوثر رمزي - رجاء عبد الحميد - أنور مدكور - عاطف مكرم |

## روابط خارجية
- مقالات تستعمل روابط فنية بلا صلة مع ويكي بيانات